# NGC 779
NGC 779 is een balkspiraalstelsel in het sterrenbeeld Walvis. Het hemelobject werd op 10 september 1785 ontdekt door de Duits-Britse astronoom William Herschel.

## Synoniemen
- PGC 7544
- MCG -1-6-16
- IRAS01571-0612